# Chuck Rock
Chuck Rock — видеоигра в жанре платформер, разработанная компанией Core Design и изданная Virgin Games в 1991 году.

## Обзор игры

Кадр из первого уровня версии для Sega Mega Drive

Действие игры разворачивается в каменном веке. Древний человек по имени Чак (англ. Chuck) спасает свою жену, похищенную неизвестным злодеем.
Игра представляет собой платформер с боковым сайд-скроллингом и двухмерной графикой и состоит из нескольких уровней с возрастающей сложностью. На них находятся многочисленные враги и препятствия. Также здесь присутствуют логические элементы — например, воспользоваться большим камнем, чтобы забраться на возвышенность или перелететь обрыв верхом на птерозавре. Основная задача на уровнях сводится к тому, чтобы пройти их от начала до конца.
Враги в игре — монстры (например, динозавры) и древние люди. Чтобы бороться с ними, герой использует «спецприём», а также камни. Кроме этого, встречаются различные ловушки и препятствия.
Полезные предметы служат в основном для восстановления здоровья персонажа.

## Оценки
| Сводный рейтинг    | Сводный рейтинг                                       |
| Агрегатор          | Оценка                                                |
| ------------------ | ----------------------------------------------------- |
| GameRankings       | 68,75 % (GEN) 63,00 % (SNES) 50,00 % (SCD) (1 review) |
| Иноязычные издания |                                                       |
| Издание            | Оценка                                                |
| Sega Master Force  | 91 %                                                  |

Игра получила в основном высокие оценки критиков. Например, журнал GamePro оценил версию для SNES в 4 балла из 5.